# Santa Lucía (Venezuela)
Santa Lucía è una città del Venezuela situata nello Stato di Miranda e in particolare nel comune di Paz Castillo.